# 雪窓公園
雪窓公園（せっそうこうえん）は、長野県北佐久郡御代田町大字御代田にある公園。

## 概要
当園は1987年（昭和62年）から1993年（平成5年）にかけて実施された雪窓コミュニティーパーク整備事業の一環として整備された都市公園（地区公園）で、1992年（平成4年）4月1日に完成した。
御代田町中心部、雪窓湖の西に位置する。長野県道137号借宿小諸線に面した三角形の形をしており、面積は5.5ヘクタールである。学校や保育園、病院、工場などが周辺に立地する中で、幅広い層の人々の憩いの場となっている。春は桜の名所として花見客で賑わう。
雪窓湖は1965年（昭和40年）4月23日に完成した人造湖で、天然のスケートリンクとしても利用されていた。なお、「雪窓湖公園」（大字御代田4104番6）と雪窓公園とは別の公園である。

## 施設

### 野球場
当園の野球場は条例による正式名称を「御代田町町営雪窓公園球場」といい、「雪窓公園野球場」、「雪窓球場」とも呼ばれる。所在地は大字御代田字大林4107番地96。
1998年（昭和63年）11月完成。用途は軟式野球である。面積11,600平方メートル、両翼91メートル、センター120メートル。観客席（スタンド）は鉄筋コンクリート構造の2階建て、946平方メートルで、収容観客数は2,000人。

### 運動場
当園の運動場は条例による正式名称を「御代田町町営グラウンド」といい、「ふれあい広場」とも呼ばれる。所在地は大字御代田字大林4107番地98。
面積は12,600平方メートルで、野球場1面ほどの広さがある。野球のほかサッカーなど多目的利用が可能。

### 広場
当園には面積15,000平方メートルの「芝生広場」や、面積3,000平方メートルの「チビッコ広場」がある。

## 交通アクセス
公共交通機関
しなの鉄道しなの鉄道線・御代田駅から約1.9キロメートル、徒歩約25分間。またはタクシーで5分間。
自家用自動車
上信越自動車道・佐久インターチェンジから自動車で15分間。駐車場は3か所にあり、合計2,800平方メートル、普通車127台が駐車可能。